# Campionato Sul-Mato-Grossense 2022
Il Campionato Sul-Mato-Grossense 2022 è stata la 44ª edizione della massima serie del campionato sul-mato-grossense. La stagione è iniziata il 2 febbraio 2022 e si è conclusa il 25 maggio successivo.

## Stagione

### Novità
Al termine della stagione 2021, son retrocesse in Segunda Divisão Novoperário e Três Lagoas. Sono salite invece Coxim e Naviraiense.

### Formato
Le dieci squadre si affrontano dapprima in una prima fase, consistente in un due gironi da cinque squadre. Le prime tre classificate di tali gironi, accederanno alla seconda fase che decreterà la vincitrice del campionato. 
La formazione vincitrice potrà partecipare alla Coppa del Brasile 2023 e alla Copa do Nordeste 2023. Esclusi i club che sono già qualificati alle prime tre serie del campionato nazionale, la formazione meglio piazzata potrà partecipare alla Série D 2023.

## Risultati

### Prima fase

#### Gruppo A
|  | Pos. | Squadra      | Pt | G | V | N | P | GF | GS | DR  |
|  | ---- | ------------ | -- | - | - | - | - | -- | -- | --- |
|  | 1.   | Costa Rica   | 21 | 8 | 7 | 0 | 1 | 16 | 4  | +12 |
|  | 2.   | Chapadão     | 13 | 8 | 4 | 1 | 3 | 10 | 9  | +1  |
|  | 3.   | Operário-MS  | 12 | 8 | 3 | 3 | 2 | 13 | 7  | +6  |
|  | 4.   | Comercial-MS | 8  | 8 | 2 | 2 | 4 | 9  | 12 | -3  |
|  | 5.   | União ABC    | 3  | 8 | 1 | 0 | 7 | 3  | 19 | -16 |

Legenda:
      Ammessa alla seconda fase.
      Retrocessa in Segunda Divisão 2023
Note:
Tre punti a vittoria, uno a pareggio, zero a sconfitta.

#### Gruppo B
|  | Pos. | Squadra       | Pt | G | V | N | P | GF | GS | DR |
|  | ---- | ------------- | -- | - | - | - | - | -- | -- | -- |
|  | 1.   | Aquidauanense | 13 | 8 | 4 | 1 | 3 | 12 | 8  | +4 |
|  | 2.   | Dourados      | 13 | 8 | 3 | 4 | 1 | 6  | 4  | +2 |
|  | 3.   | Naviraiense   | 12 | 8 | 3 | 3 | 2 | 11 | 7  | +4 |
|  | 4.   | Coxim         | 10 | 8 | 3 | 1 | 4 | 11 | 19 | -8 |
|  | 5.   | Águia Negra   | 6  | 8 | 1 | 3 | 4 | 8  | 10 | -2 |

Legenda:
      Ammessa alla seconda fase.
      Retrocessa in Segunda Divisão 2023
Note:
Tre punti a vittoria, uno a pareggio, zero a sconfitta.

### Seconda fase
|  | Pos. | Squadra       | Pt | G  | V | N | P | GF | GS | DR  |
|  | ---- | ------------- | -- | -- | - | - | - | -- | -- | --- |
|  | 1.   | Operário-MS   | 22 | 10 | 6 | 4 | 0 | 15 | 5  | +10 |
|  | 2.   | Naviraiense   | 19 | 10 | 6 | 1 | 3 | 17 | 10 | +7  |
|  | 3.   | Costa Rica    | 17 | 10 | 5 | 2 | 3 | 13 | 8  | +5  |
|  | 4.   | Dourados      | 10 | 10 | 3 | 1 | 6 | 12 | 20 | -8  |
|  | 5.   | Chapadão      | 9  | 10 | 2 | 3 | 5 | 10 | 7  | -7  |
|  | 6.   | Aquidauanense | 6  | 10 | 1 | 3 | 6 | 14 | 21 | -7  |

Legenda:
      Vincitrice del Campionato Sul-Mato-Grossense 2022 e ammessa al Campeonato Brasileiro Série D 2023, alla Coppa del Brasile 2023 e alla Copa Verde 2023.
Note:
Tre punti a vittoria, uno a pareggio, zero a sconfitta.